# Dragon Lord
Dragon Lord es una película de artes marciales de 1982 dirigida y protagonizada por Jackie Chan. La película recibió reseñas mixtas. Joey O'Bryan de The Austin Chronicle la calificó con 2.5 de 5 estrellas y afirmó que la película, aunque no es una de las mejores de Chan, es un intento temprano de llevar el género en una nueva dirección y preparar el escenario para las películas más elaboradas del actor chino.

## Sinopsis
Dragón (Jackie Chan) intenta enviarle una nota de amor a su novia a través de una cometa, pero la cometa se escapa y mientras trata de recuperarla, se encuentra dentro de la sede de una banda de ladrones que planea robar artefactos de la historia China.

## Reparto
- Jackie Chan – Dragón Ho / Lung
- Mars – Chin
- Hwang In-Shik – Gran jefe
- Tien Feng – Padre de Dragón
- Paul Chang – Padre de Chin
- Wai-Man Chan – Tiger
- Kang-Yeh Cheng – Ah Dee